# Museo aziendale
In Italia i primi musei aziendali nascono alla fine degli anni cinquanta ed è, in particolare, dagli anni novanta, o meglio tra la fine degli anni ottanta e i primi anni novanta che si fanno sempre più numerosi.

## Definizione
Il museo aziendale è il luogo in cui si materializza l'identità dell'azienda e diventa tangibile la memoria dell'impresa. Ha il compito di conservare e diffondere il patrimonio di tecnica e di arte, di rimettere in circolo la memoria storica del fare.
Spetta all'impresa in primis farsi alfiere della sua dimensione culturale non solo e non semplicemente favorendo la nascita di musei aziendali ma anche, e soprattutto, investendoli di una voce chiara e ricca di senso con cui parlare al cittadino comune.
Si deve innanzitutto comunicare in maniera appropriata il senso del museo a partire proprio da chi lavora in azienda (affinché una simile iniziativa sia vissuta, a tutti i livelli aziendali, positivamente come un'opportunità e non come una minaccia) per poi trasmetterlo agli stakeholder (gli enti pubblici, per esempio il cui consenso è indispensabile essendo competenti in materia di autorizzazioni e di vincoli di destinazione degli immobili oltre che delle relazioni con la collettività) in modo che questi ultimi vi partecipino e quindi lo supportino.
La comunicazione d'impresa deve esprimersi, ovviamente, coi mezzi adeguati e pertinenti, anche tramite il museo.

## Storia
Una storia che il museo racconta attraverso la raccolta, la conservazione, lo studio, la messa in mostra degli oggetti, degli strumenti, dei macchinari, dei luoghi stessi, dei prodotti e delle immagini che esprimono l'azienda in tutta la sua complessità e ricchezza.
La creazione di un museo rappresenta per un'azienda, una precisa scelta di apertura e di dialogo con la società, con il territorio e con la gente.
In particolare il museo aziendale si propone non solo di parlare al suo pubblico, di intrattenerlo, ma anche a insegnargli delle cose: tanto che possiamo parlare di didattica museale proprio per riferirci alla presenza di audioguide, immagini, didascalie e così via.
Il museo si rivolge a pubblici diversi che possono essere formati da visitatori, studiosi, ricercatori, studenti, esperti del settore, consumatori e dipendenti.
Lo schema di Jackobson sulla bidirezionalità della comunicazione si attualizza nel dialogo tra i prodotti (i materiali, gli strumenti, i documenti, ecc.) che sono il messaggio, prodotti conservati all'interno del museo, esibiti e condivisi dall'azienda (fautrice del museo), ossia il mittente, per il pubblico, ovvero per il suo destinatario.
Non è sufficiente interpellare un soggetto, poiché se il contenuto del messaggio non è di suo interesse può anche rifiutare di accogliere quanto ascolta. 
Il messaggio deve essere interessante e coinvolgente.

## Musei caldi e freddi
I musei "caldi" offrono al visitatore un'atmosfera accogliente e rilassante, che ne stimolano e ne facilitano il contatto con gli oggetti contenuti al proprio interno, fanno sentire il visitatore a proprio agio.
I musei "freddi" che si concentrano esclusivamente sugli oggetti e vedono il visitatore come qualcosa di accidentale, a volte perfino fastidioso, comunicando esclusivamente con l'intelletto.

## Punto vendita in un museo
L'esistenza di un punto di vendita nel museo contribuisce all'approvazione di quest'ultimo da parte del soggetto che attraverso l'azione, si ha la possibilità di toccare le copie, presenti nello shop, di quanto ha visto, entra in contatto emozionale con un contenitore accessibile fino a questo momento solo alla vista e all'udito in una condizione però di passività.
Gli oggetti dello shop si caricano di significati simbolici in quanto parte del negozio museale.
Queste riflessioni, condotte a proposito dei musei d'arte, si attagliano anche ai musei aziendali, anzi direi che sono ancora più pertinenti, poiché sovente i prodotti dei musei aziendali godono di scarso appeal <personale> che può però essere <aiutato> da elementi che facilitino il contatto tra emittente e destinatario ovvero strumenti capaci di coinvolgere il pubblico, di farlo interagire: quali biblioteche, centri multimediali, laboratori di ricerca, servizi internet, caffetterie, bar, ristoranti, libreria, ecc.
Per migliorare l'esperienza del visitatore il museo deve fornire servizi in grado di accrescere il livello di qualità e di piacere dell'esperienza.

## Tipologie di musei
Negri individua alcune possibile categorie di museo aziendale che sono:
1. Museo di storia dell’azienda: l'oggetto è qui lo sviluppo dell'impresa, la crescita dell'imprenditore che l'ha originata, della sua organizzazione, dei suoi prodotti. Questa tipologia è trasversale nel senso che, in misura diversa, la gran parte dei musei d'impresa di tutto il mondo è anche museo di storia dell'azienda;
2. Museo di marca: è quel museo che porta in primo piano il valore del marchio aziendale a cominciare dal suo stesso nome. Per esempio il Museo Alfa Romeo, il Museo Piaggio, ecc. sono musei che presentano esclusivamente i prodotti riferibili a una determinata marca;
3. Museo dell’imprenditore: gran parte dei musei aziendali racconta anche la storia del fondatore e/o della dinastia che ha dato vita all'impresa. Questo elemento assume però un significato particolare là dove la collezione è costituita da oggetti materialmente legati alla singola persona come il museo-studio dell'orafo Mario Buccellati, in via Montenapoleone a Milano, conservato inalterato nell'arredamento e nella collezione di gioielli creati personalmente da Buccellati a partire dal 1919 […] Un caso piuttosto raro è quello della casa-museo di un imprenditore;
4. Museo di prodotto, di categoria merceologica o di categoria imprenditoriale: il Museo Nazionale del Cinema di Torino (anche se non è un museo aziendale stricto sensu è comunque uno straordinario input per l'industria del cinema) uno spazio incredibile a partire dall'edificio stesso che lo ospita, ossia la Mole Antonelliana. Un enorme edificio che si sviluppa in verticale e la cui storia inizia nel 1682. Antonelli ne vuole fare la sinagoga più grande d'Italia e più alta (167 metri) d'Europa, ma la storia della Mole è piuttosto travagliata tanto che il suo creatore non la vedrà mai completata. E, anche dopo la sua morte, passerà attraverso tali e tante traversie che la sua realizzazione verrà finalmente conclusa nel 1961. La Mole comunque non sarà mai una sinagoga, ma sede prima del Museo del Risorgimento e poi di mostre temporanee. Nel 1996 viene avviato il cantiere per il recupero funzionale e di restauro dell'edificio, finalizzato all'allestimento del Museo Nazionale del Cinema, inaugurato nel 2000. Uno spazio dunque sontuoso e spettacolare, sin dal suo concepimento.
5. Museo di distretto produttivo: in parte riconducibile alla tipologia precedente, interpreta la produzione do un'area a vocazione industriale univoca esponendo materiali di provenienza locale. Il museo che nasce all'interno del distretto industriale è anche definito pluriaziendale, cioè legato a più realtà produttive che svolgono la stessa attività e quindi producono la stessa tipologia di prodotto ma connotano anche la cultura industriale di una certa provincia o di un certo territorio. Per esempio su questa tipologia di museo è il Museo del Cibo della provincia di Parma;
6. Museo archivio: l'Archivio aziendale costituisce in alcuni casi il <pezzo forte> della collezione e la sua presentazione cerca di integrarsi nell'ambiente museale in modo da fornire all'utente qualcosa di differente da quello che può essere in qualunque museo, il rapporto funzionale e spaziale tra biblioteca specializzata (spesso entità separata e destinata solo a fasce specifiche di visitatori) ed esposizioni permanenti. Per esempio come tipo di museo da abbinare è il Museo della Piaggio di Pontedera, dove il percorso prevede l'accesso libero ad alcune parti dell'archivio;
7. Museo sito: è quel museo che conta tra i suoi elementi prevalenti e connotativi uno o più monumenti industriali che includono, a volte macchinari importanti e di notevoli dimensioni, oppure grandi opere di ingegneria civile. L'esempio più articolato sul territorio il Museu da Água di Lisbona realizzato da Epal, la compagnia pubblica dell'acqua potabile più importante del Portogallo;
8. Museo parco tematico-entertainment centre: è un museo che ruota intorno a un unico tema, il cristallo, che sviluppa in maniera intrigante e coinvolgente, come, nel caso del Museo dei Cristalli Swarovski;
9. Museo science centre: le aziende produttrici di alta tecnologia e particolarmente impegnate nella ricerca scientifica possono trovare nella formula di science centre uno strumento particolarmente adatto alla comunicazione della propria missione aziendale presso il grande pubblico, sottolineando l'aspetto di costante innovazione che sta alla base delle loro produzioni su scala industriale. Capostipite di questa impostazione, in Europa, può essere considerato Evoloun, il Philips Centre aperto nei Paesi Bassi negli anni settanta.